# 국도 제23호선 (이란)
국도 제23호선(페르시아어: جاده 23, Road 23)은 미안도아브를 출발하여 중간에 비자르 (도시)를 거쳐 하마단까지 이어주는 총 연장 390 km의 거리를 가진 이란의 일반 국도이다. 중간 경유지를 살펴 보면, 중간에 알리 사드르 동굴을 관통하고 있지만 비자르에서 알리 사드르 동굴까지의 거리는 고작 60 km 정도 뿐이다.